# Дунаевци
Дунаивци (на украински: Дуна́ївці) е град в Камянец-Подолски район на Хмелницка област на Украйна. До 2020 г. е административен център на закрития Дунаивски район.

## Географско положение
Намира се на река Тернава, на 68 км от Хмелницки.

## История
Селището е известно от 15 век. Първото споменаване датира от 1403 г., през 1592 г. крал Сигизмунд III Васа му предоставя магдебургски права, потвърдени отново през 1605 г.
След втората подялба дял на Жечпосполита през 1793 г., Дунаивци става част от Руската империя. През 1881 г. е малко селище в Ушицки уезд на Подолска губерния с население от 10 хиляди жители.
От 1923 г. е районен център на Камянецки окръг.
По време на Втората световна война, от 11 юли 1941 г. до 31 март 1944 г. Дунаивци е окупиран от германски войски. По време на окупацията всички евреи са събрани в гето. По предложение на местния архитект, германците карат евреите – мъже, жени, възрастни хора и деца до изоставена мина, намираща се близо до село Демянковци, принуждават ги да се съблекат, вкарват ги вътре и след това зазиждат входа. След войната входът на мината е превърнат в мемориал.
През 1952 г. тук функционират чугунолеярен завод и маслозавод, фабрика за платове, четири средни училища, училище за медицински сестри, Дом на културата, две библиотеки и два клуба.
През 1958 г. селището от градски тип става град на районно подчинение. През 1970 г. населението е 14,6 хиляди души, има арматурен завод, механично-ремонтен завод, маслозавод, фабрика за мебели и фабрика за платове.
През януари 1989 г. населението е 17 482 души.
През май 1995 г. Кабинетът на министрите на Украйна одобрява решение за приватизацията на ATП-16839, намиращо се в града, фабриката за платове и селскостопанската техника на районния селхоз.
С постановление на Кабинета на министрите на Украйна от 26 юли 2001 г. град Дунаивци е включен в списъка на историческите селища на Украйна.
Към 1 януари 2013 г. населението е 16 219 души.

## Транспорт
Намира се на 22 км от жп гара Дунаивци, на линията Хмелницки – Ларга.

## Образование
- Дунаивска гимназия № 1
- Дунаивско общообразователно училище № 2
- Дунаивско общообразователно училище № 3
- Дунаивско общообразователно училище № 4

## Спорт
В града е базиран футболният клуб „Епицентър“.